# غريغوري كارلين
غريغوري كارلين هو لاعب كرة قدم سويسري في مركز الهجوم، ولد في 30 يناير 1995 في سويسرا. لعب مع نادي سيون.

## وصلات خارجية
- غريغوري كارلين على موقع الاتحاد الأوربي (الإنجليزية)
- غريغوري كارلين على موقع قاعدة بيانات كرة القدم.إي يو (الإنجليزية)
- غريغوري كارلين على موقع بيانات كرة القدم. دي إي (الألمانية)
- غريغوري كارلين على موقع Soccerway.com (الإنجليزية)
- غريغوري كارلين على موقع عالم كرة القدم.نت (الإنجليزية)